# Otto Napoleon de Loë-Imstenraedt
Otto Napoleon Maximiliaan Hubertus Maria baron de Loë-Imstenraedt, heer van Mheer, Terworm en Sint-Pieters-Voeren (Mheer, Kasteel van Mheer, 29 augustus 1821 - aldaar, 27 oktober 1897) was een Nederlands burgemeester.

## Biografie
De Loë werd geboren als lid van de familie De Loë en zoon van gouverneur Franciscus Carolus Antonius baron de Loë-lmstenraedt, heer van Mheer (1789-1838) en Eugenia Maria Louisa des H.R.Rijksgravin de Marchant d'Ansembourg (1788-1873), lid van de Belgische tak van de familie De Marchant et d'Ansembourg. Hij werd mede genoemd naar keizer Napoleon in wiens leger zijn vader diende; tijdens Waterloo vocht die echter tegen de keizer, aan Pruisische zijde. Hij trouwde in 1846 met Maria Antonia Theodora Franzisca Freiin von Böselager (1827-1847) en in 1854 met Johanna Friederica Maria Antonetta Huberta Walburgia Gräfin Wolff-Metternich zur Gracht (1836-1864), lid van de familie Wolff Metternich; uit het tweede huwelijk werden twee zonen geboren. Na het overlijden van zijn echtgenote liet hij een neogotische grafkapel bouwen als laatste rustplaats voor zijn vrouw.
De Loë werd in 1852 benoemd tot burgemeester van Mheer, hetgeen hij bleef tot 1863; in 1876 werd hij opnieuw benoemd en vervulde dat ambt tot 1882. Daarnaast was hij van 1868 tot 1880 lid van Provinciale Staten van Limburg.